# NGC 869
NGC 869 (другие обозначения — h Персея, OCL 350) — рассеянное звёздное скопление в созвездии Персей.
Этот объект входит в число перечисленных в оригинальной редакции Нового общего каталога.
Одно из самых известных звёздных скоплений. Составляет вместе с χ Персея (NGC 884) видимую невооружённым глазом пару рассеянных звёздных скоплений, известную ещё Гиппарху. Находится на расстоянии около 7000 св. лет от Земли.

## NGC 869 в литературе
В скоплениях h и χ Персея происходит действие романа Сергея Снегова «Люди как боги».